# ミクロトーム

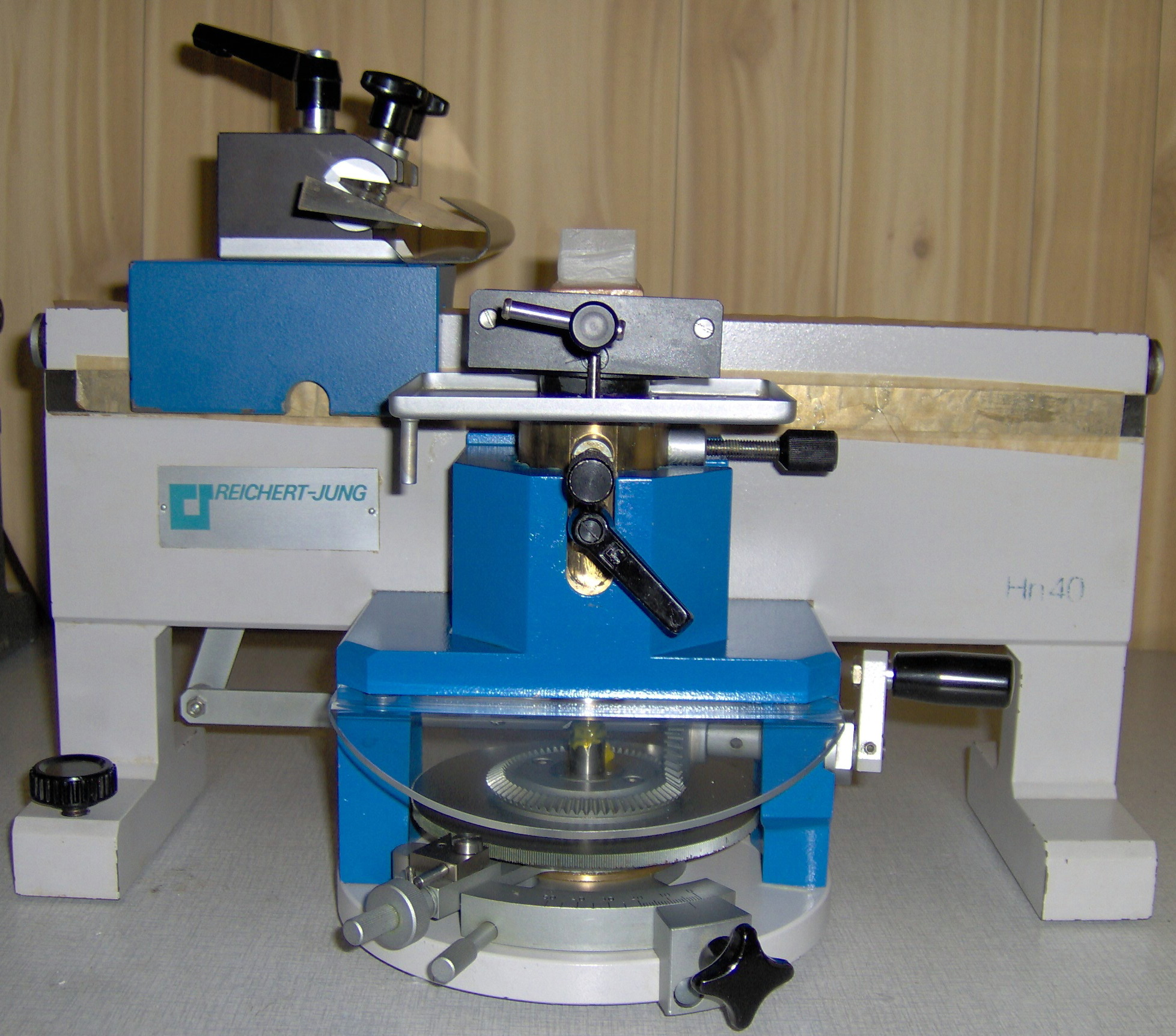
滑走式ミクロトーム

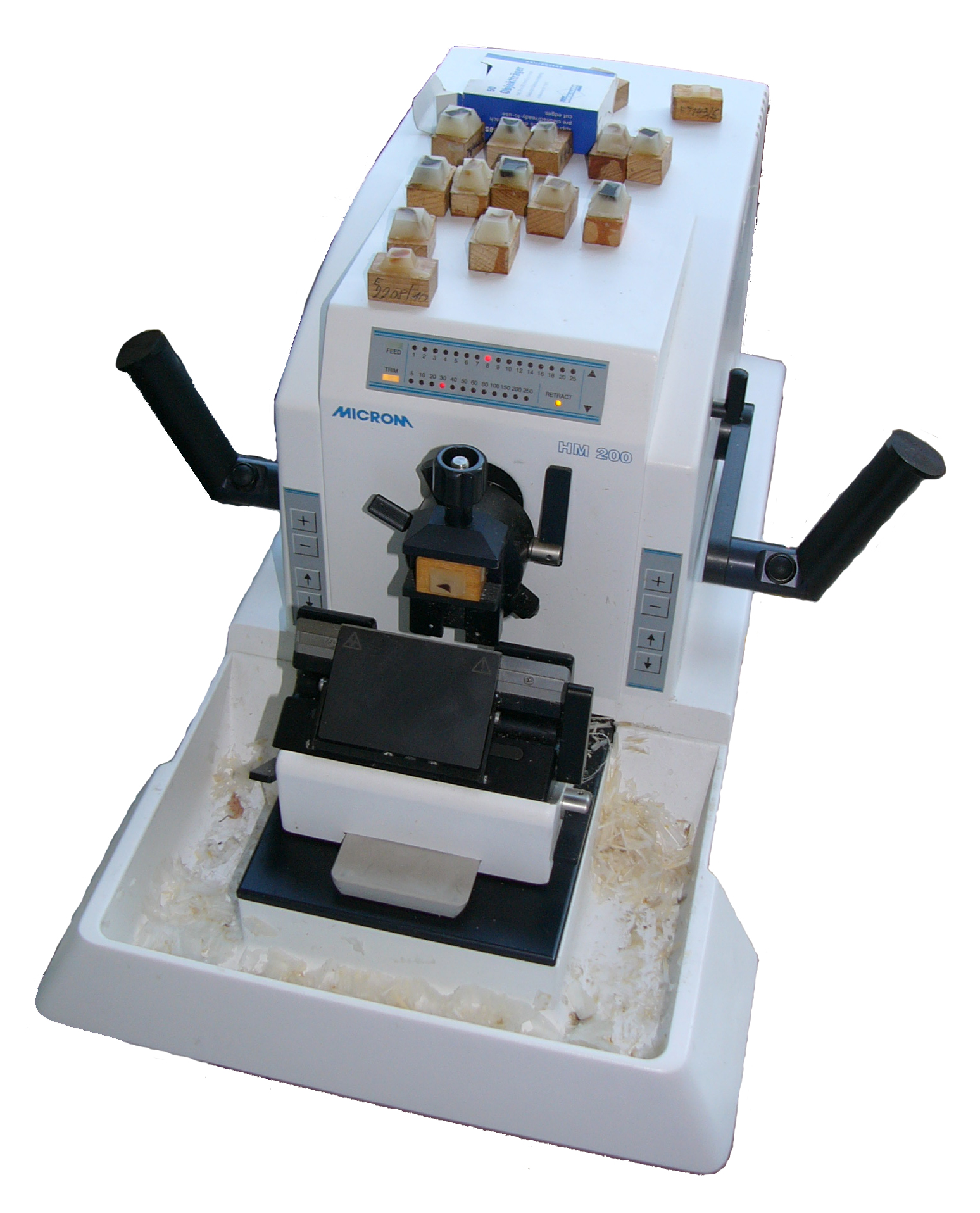
回転式ミクロトーム（電動）

ミクロトーム（英: Microtome）とは、顕微鏡での観察に用いる試料を極薄の切片にするために用いられる器具のことである。

## 存在意義と必要条件
生物学・医学・鉱物学などで顕微鏡を用いて組織を観察する際、通常プレパラートを作成して行う。このプレパラートを作成する際には、観察を確実かつ容易にするために試料を均一かつ薄く切り出す必要がある。特に高倍率での観察の際には顕著に被写界深度が浅く(ピントのあう範囲が狭く)なる。さらに、透過型電子顕微鏡（TEM）での観察の場合は、電子線を透過させる結像原理から超極薄の試料が要求される。カミソリを用いて試料を手動で切り出すなどの方法では精度に限界があるため、ミクロトームが必要とされる。
ミクロトームを用いた場合、マイクロメートルのオーダーから数十ナノメートルに至る薄さでの均質な切り出しを確実に行うことができる。特に、TEM観察用の極薄切片の切り出しが可能なものをウルトラミクロトームと呼ぶ。

## 試料の前処理
水を多量に含む柔らかい試料や崩れやすいサンプルを切り出す場合、予め試料を固定し、続いてパラフィン(ろう)や合成樹脂を用いて試料を固め、切りやすくする。この処理のことを包埋（ほうまい）と呼ぶ。

## 動作原理
基本的な動作は、試料を繰り出し、連動して刃を滑らせて切り出すことにより行われる。繰り出す機構や精度、刃の種類は用途による。

### 光学顕微鏡観察用
かつては砥石で研いで繰り返し使う鋼鉄製の刃が主流だったが、今日では研ぐ技術を持つ技術者が少なくなったこともあり、使い捨ての刃が主流になっている。回転式と滑走式に大きく分類されている。
刃が固定されておりハンドルの回転に連動して試料が連続して繰り返し上下方向に動く物が回転式、試料が固定され刃が前後方向に動く物が滑走式と呼ばれ、小さな面積の連続切片を作るには前者、広い面積の切片を作るには後者が用いられる。薄切時の駆動方式には手動式のものと電動式のものとがある。病院の検査室などでは滑走式が主流であり、回転式は大学・企業・研究室などで主に用いられている。
学習用にはマイクロメーターを用い、かみそりの刃などで切断を行う簡便なものもある。

### 電子顕微鏡観察用
包埋した試料の大雑把な整形にはガラスナイフが、観察用の試料の切り出しにはサファイアナイフやダイヤモンドナイフが用いられる。ガラスナイフは既製品も販売されているが、使用直前にガラス板を割って作成したものが切れ味が良い。
ダイヤモンドナイフは、刃渡りにも依るが数十万円～数百万円程度で販売されている。TEM観察用の切片は厚さが20～50nmほどであり、ミクロトームの試料送りにも精度が要求される為、ほとんどが回転式で電動式のものである。試料送り自体の機構としては、機械（歯車）式や熱膨張式がある。